# Нафтуся

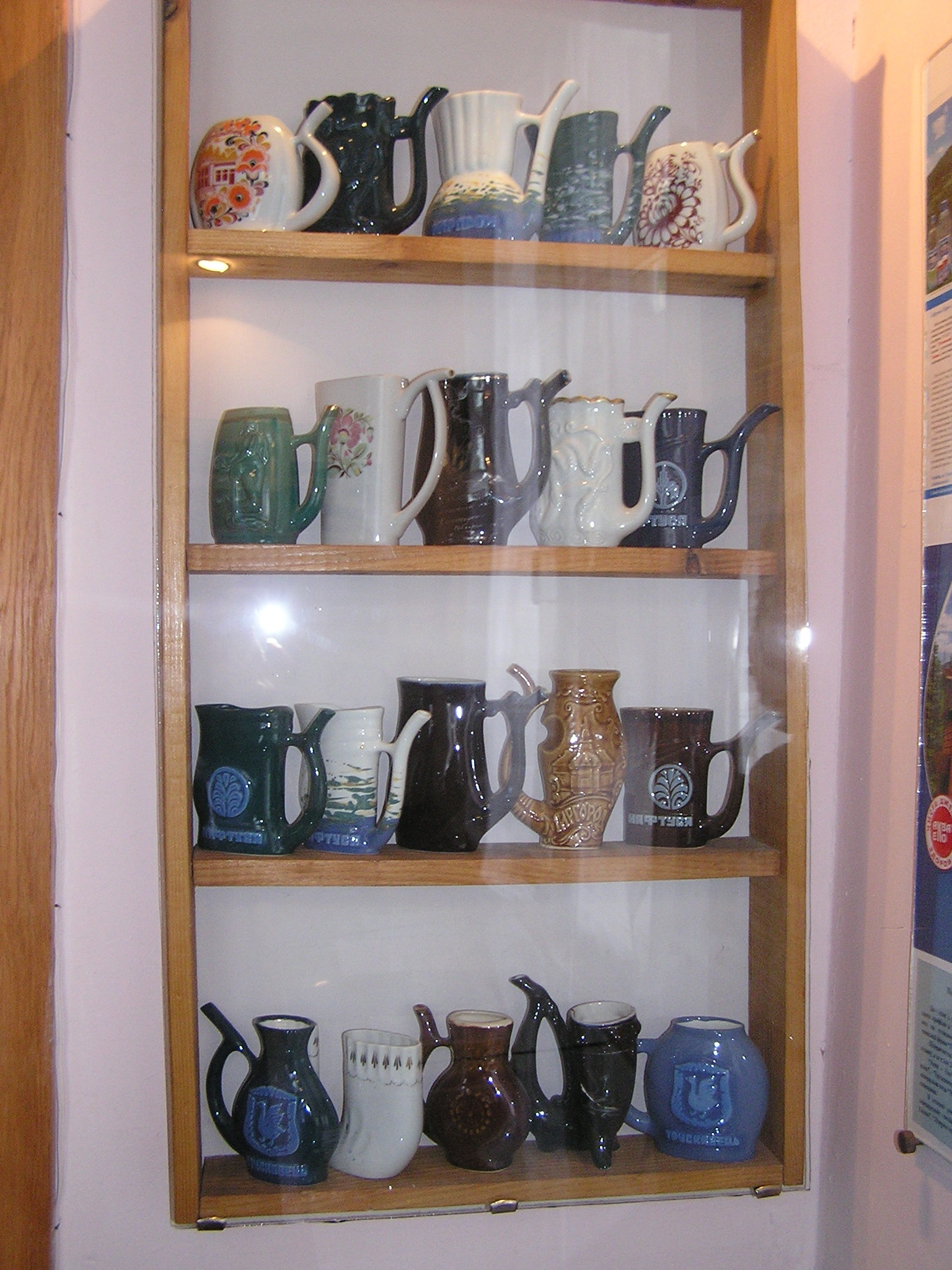
Сосуды для питья «Нафтуси» в музее Трускавца

«Нафту́ся» — минеральная вода Трускавца.
По утверждению Института географии НАНУ, аналогов за пределами Украины у «Нафтуси» нет.

## Химический состав
Гидрокарбонатная магниево-кальциевая слабоминерализированная минеральная вода с высоким содержанием органических веществ нефтяного происхождения. Имеет специфический привкус и легкий запах нефти, особенно ощутимый для тех, кто употребляет воду впервые (именно отсюда пошло название лечебной воды).
Процентное содержание органических веществ в водах «Нафтуси» — от 1 до 35 грамм на литр. Для сравнения — средняя плотность органических веществ в минеральных водах Баден-Бадена — 0,6 г/л, Висбадена — 1,2 г/л, Бад-Киссингена — 3,1 г/л, Цехоцинека — 5,7 г/л.

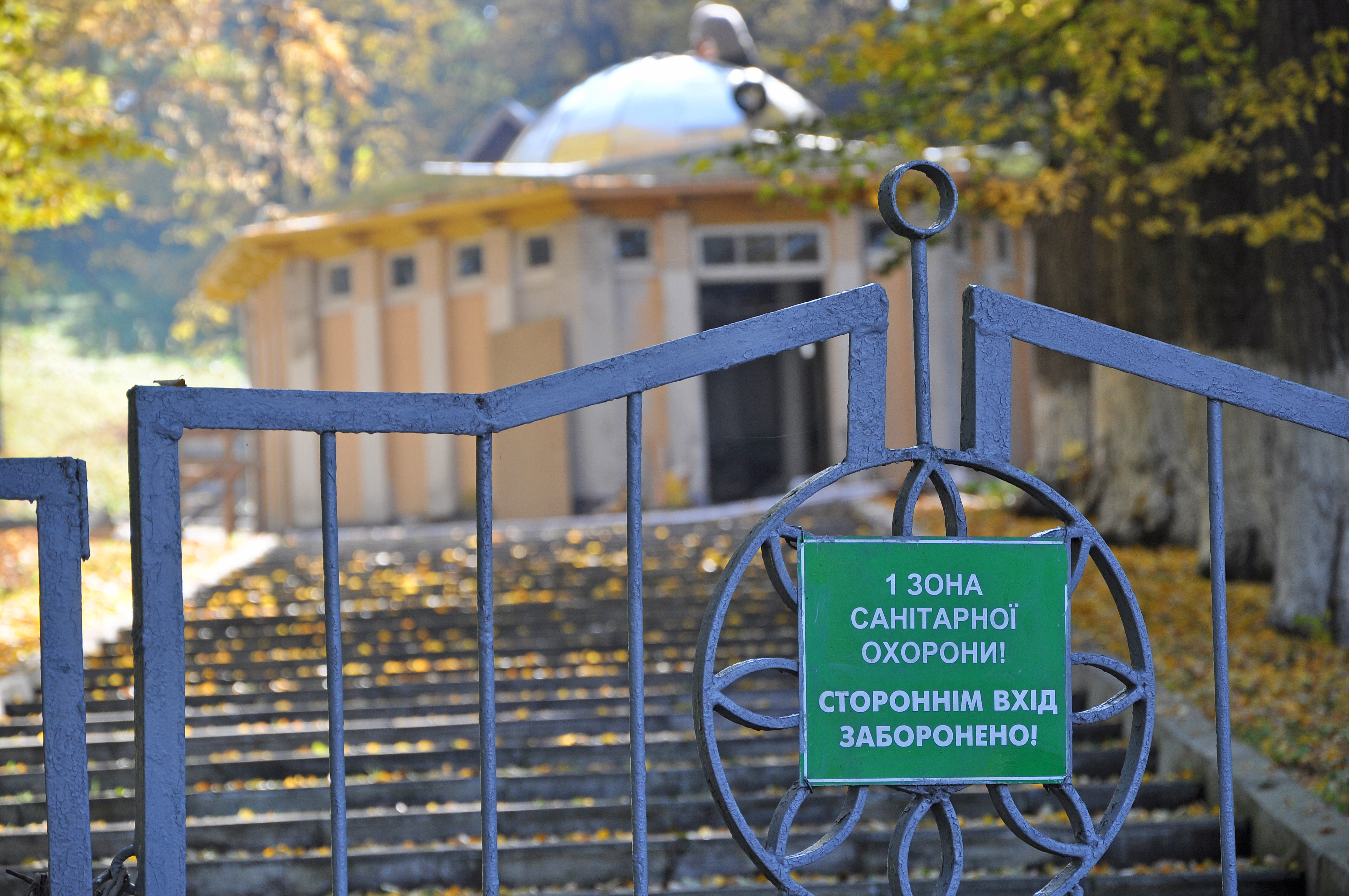
Место, где рождается "Нафтуся" (источник)

«Нафтуся» является продуктом подземного биотехнологического процесса трансформации пластовых битумов с участием автохтонных микроорганизмов в водорастворимые органические соединения, которыми насыщается инфильтрированная атмосферная вода.

## Лечебные свойства
Способствует ликвидации воспалительных процессов в органах и тканях, стимулирует вывод мелких камней, песка из почек, желчного пузыря, моче- и желчевыводящих путей, нормализует обмен веществ, деятельность желудочно-кишечного тракта, поджелудочной железы, активирует деятельность местных нервных и эндокринных клеток, регулирующих моторику и секрецию желудочно-кишечного тракта, печени и поджелудочной железы. Минеральная вода также обладает мочегонным, желчегонным, обезболивающим действием, снимает воспалительный процесс в почках, мочевых и желчных путях, печени, кишечнике.

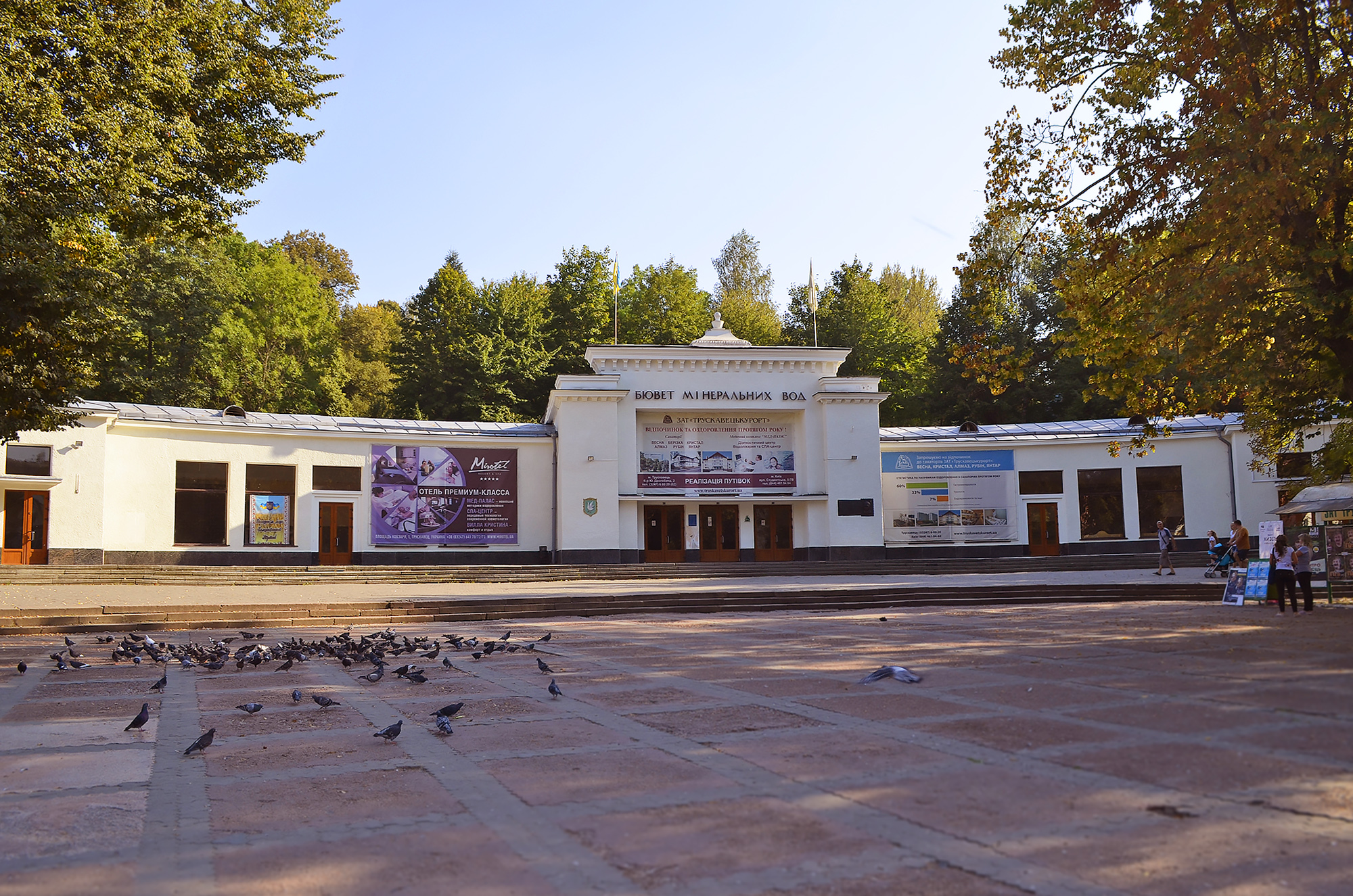
Бювет №1 (центральный)

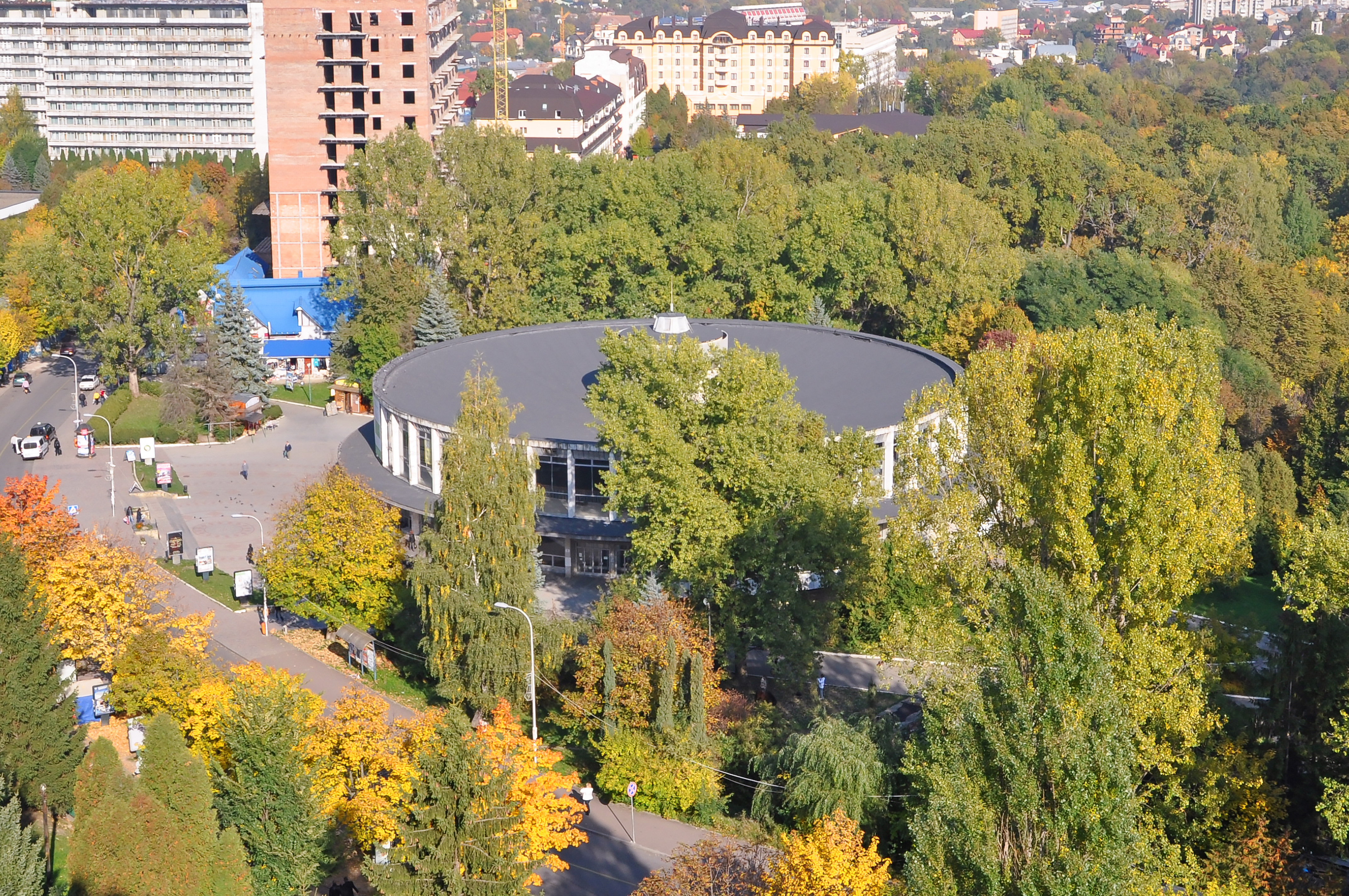
Бювет №2 (верхний)

Особенность «Нафтуси» — её лечебные свойства теряются при контакте с воздухом, поэтому пить её нужно только у бювета.

## Расположение источников
Месторождение «Нафтуся» залегает на площади 0,6 га в центре города Трускавец. По состоянию на 2007 год было 9 скважин на небольшой территории юго-восточного склона «Курортной Балки». [2].
Минеральная вода «Нафтуся» добывается на одноименном месторождении «Нафтуся» в центре города. Эксплуатационные запасы утверждены в ГКЗ 1973 года в количестве 47,2 м3 / сут. Постоянно эксплуатируются 4 скважины: № 1-НО, № 8 НО, № 17-Н, №21, другие - резервные (периодически работают) и используются, как наблюдательные. Эталоном минеральной воды «Нафтуся», для различных исследований, есть скважина № 21-Н, пройденного в 1963 году южнее источника «Нафтуся» №1 на глубину 17,8 м [3].
Современная среднесуточная добыча «Нафтуся» составляет 11,1 м3 / сутки, максимальная - до 15-18 м3 / сутки бывает в июле-августе.
Воды источников №1,2,3, - воды высокой (6-49 г / дм3) минерализация хлоридного, сульфатно-хлоридного натриевого состава. Утвержденные запасы их составляют 14,8 м3 / сут. Технологической схеме разработки месторождения предусмотрено смешивания добытых соленых вод с пресной водой (минерализация до 0,8 г / дм3) в соотношениях, обеспечивающих минерализацию подготовленных вод в 5 (вода источника №1), 10 (вода источника №2) и 15 (вода источники №3) г / дм3.

## История изучения
Первые химические анализы воды «Нафтуся» сделал в 1835—1836 гг. львовский фармацевт Теодор Торосевич, который научно обосновал её использование с лечебной целью. Описание её он дал, в частности, в своей брошюре «Минеральные источники в Галичине и Буковине» (1849).
В 1880—1881 годах Б. Родзишевский сделал новый химический анализ минерального источника «Нафтуся».